# Polidoro da Lanciano

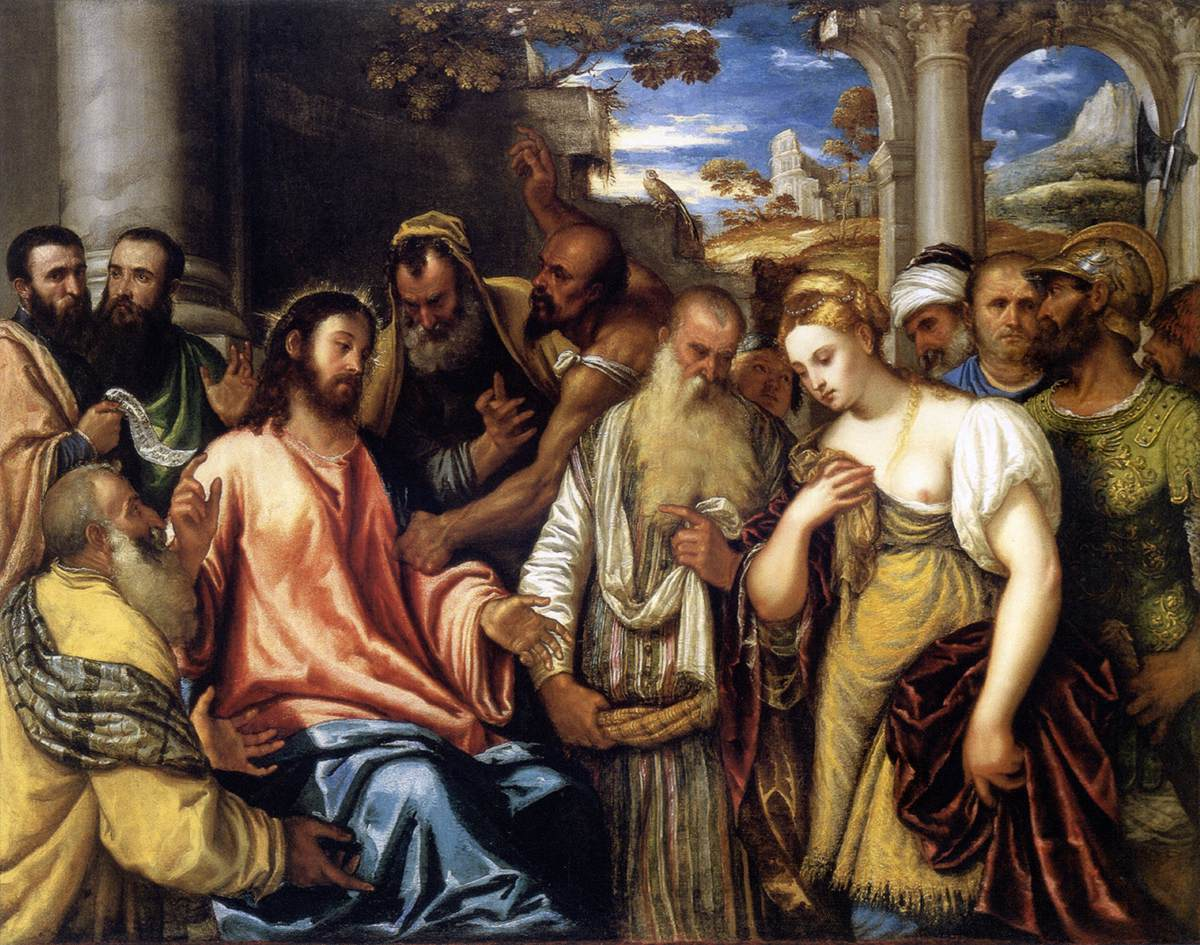
Cristo y la adúltera.

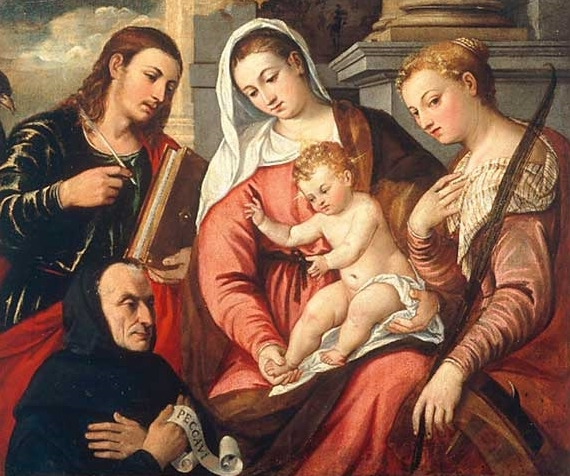
Virgen con el Niño, Santa Catalina de Alejandría, san Juan Evangelista y un donante.

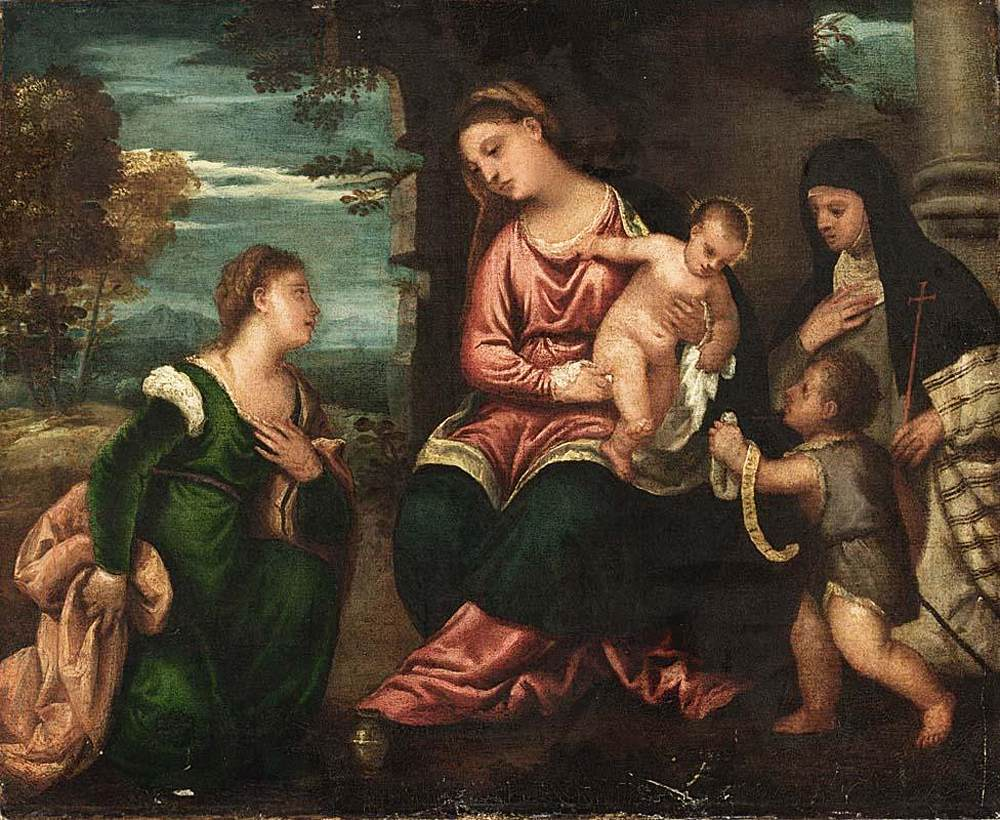
Virgen con el niño y santos.

Polidoro Lanzani, Polidoro di Paolo di Renzi da Lanzano o Polidoro Veneziano (Lanciano, 1515 - Venecia, 21 de julio de 1565), fue un pintor italiano activo durante el Renacimiento.

## Biografía
Aunque no parece que fuera alumno de Tiziano, su estilo le debe mucho al del maestro, llegando incluso a confundirse en ocasiones, pues Polidoro se especializó en obras de temática religiosa que muestran a la Sagrada Familia con diversos santos enmarcados en paisajes exteriores (Sacra Conversazione), producto típico también del maestro de Cadore, principalmente en su primera época.
Lanzani está documentado en Venecia ya antes de 1536. Sus obras muestran una gran delicadeza de ejecución y un gran lirismo, con un notable interés por pasajes boscosos, pintados con gran precisión.
Con el tiempo Polidoro se hizo permeable a otras influencias, como fueron el ornamentalismo de Bonifazio Veronese en la década de 1540 o el clasicismo de Paolo Veronese hacia 1550. Los paisajes serán parcialmente sustituidos por decoraciones arquitectónicas que añadirán monumentalidad a sus composiciones.
Lanzani también practicó otros géneros pictóricos, como el retrato o la pintura al fresco, pero con un éxito discreto. Según el cronista Ridolfi, era un pintor olvidado ya en el siglo XVII, aunque Dolce lo incluyó en una lista de los doce mayores pintores de Italia.

## Obras destacadas
- Frescos del Refectorio de San Salvatore (Venecia), destruidos.
- Cristo es ungido en Betania (Kunsthistorisches Museum, Viena)
- Virgen con el Niño, Santa Catalina de Alejandría, San Juan Evangelista y un donante (Santa Maria dei Servi, Venecia)
- Cristo y la adúltera (Museum of Fine Arts, Budapest)
- Virgen con el Niño con Santa Catalina y San Jerónimo en un paisaje (Courtauld Institute of Art, Londres)
- Retrato de Isabella d'Este, marquesa de Mantua (Isabella Stewart Gardner Museum, Boston)
- Pentecostés (1546, Galleria della Accademia, Venecia)
- Virgen con el Niño y San Juanito en un paisaje (c. 1540-50, National Gallery of Art, Washington)
- Descanso en la huida a Egipto (c. 1550, Fine Arts Museum, San Francisco)
- Sagrada Familia con San Juanito (c. 1550, Museo del Louvre, París)
- Sagrada Familia con San Juanito, la Magdalena y un donante (c. 1560, Gemäldegalerie Alte Meister, Dresde)